# Quackenschloss
Das Quackenschloss ist eine Karsthöhle nahe Engelhardsberg, einem Ortsteil der oberfränkischen Marktgemeinde Wiesenttal im Landkreis Forchheim in Bayern.

## Beschreibung
Das Quackenschloss ist eine Durchgangshöhle von etwa 18 Metern Länge. Es handelt sich um den Rest eines sehr alten und hoch gelegenen Höhlensystems. Die Felswand hat durch das Herauswittern einzelner Schalen ein lückenhaftes Aussehen. Von dieser Gesteinsbeschaffenheit hat die Höhle wahrscheinlich auch ihren Namen. Die durchlöcherte Steinart (Rauchwacke) wird hier Quacke genannt.
Die schrägovale Form der Höhle ist durch zwei Längsklüfte und zwei schräg einfallende Bankungsfugen bestimmt. Zwei stärkere Klüfte kreuzen den Gang. Das eine Portal hat eine Breite von etwa 7 und eine Höhe von 2,50 Metern, das andere, durch einen Felspfeiler geteilte, ist etwa 9 Meter breit und 5 Meter hoch.
Im Höhlenkataster Fränkische Alb (HFA) ist die Höhle als C 4 registriert. Sie ist vom Bayerischen Landesamt für Umwelt als bedeutendes Geotop (474R060) und als Naturdenkmal (ND-04580) ausgewiesen.
Die über Wanderwege gut erreichbare Höhle gehört auch wegen der landschaftlich reizvollen Lage zu den häufiger besuchten Ausflugszielen der Fränkischen Alb. Neben der Höhle befindet sich ein Sportklettergebiet.